# Русский политический комитет
Русский политический комитет в Польше (РПК) — антибольшевистская политическая организация, существовавшая в 1920—1921 гг. Была организована в Варшаве Б. В. Савинковым во время советско-польской войны. От имени РПК формировались русские войска для участие в войне на польской стороне.

## Предыстория
Заключение польско-украинского союза 21 апреля 1920 г. и начало наступления польских войск на Украине было болезненно воспринято большинством русских антисоветских сил. Произошедшее воспринималось как проявление нарождающегося польского империализма. Единственным крупным антибольшевистским деятелем, готовым сотрудничать с Польшей, был Б. В. Савинков. Он не верил в успех П. Н. Врангеля, продолжавшего сопротивление на Юге России, считая, что победить большевиков можно только опираясь на восставшее крестьянство при помощи новых государств, возникших на обломках Российской империи. В отличие от «белых», для которых территориальная целостность России была непререкаемым догматом, Савинков допускал существование национальных государств на западных окраинах империи: «Его согласие с территориальными претензиями Польши следует рассматривать как плату за помощь в битве с большевизмом».

## Возникновение
23 июня 1920 г. Б. В. Савинков договорился с главой Польши Ю. Пилсудским о создании русского политического центра в Польше. Первоначально он именовался «Русский эвакуационный комитет» (РЭК). Название объяснялось тем, что формально его целью являлось содействие эвакуации отряда Бредова. Деятельность РПК должна была оставаться в секрете вплоть до момента выхода сформированных им войск на фронт, что объяснялось опасением негативной реакции со стороны левых кругов Польши. Позднее, когда его деятельность получила огласку, комитет стал именоваться «Русским политическим комитетом в Польше» (РПК). Фактически РПК представлял собой независимый от «белого» правительства П. Н. Врангеля центр антисоветской борьбы, ориентирующийся на Польшу.

## Состав

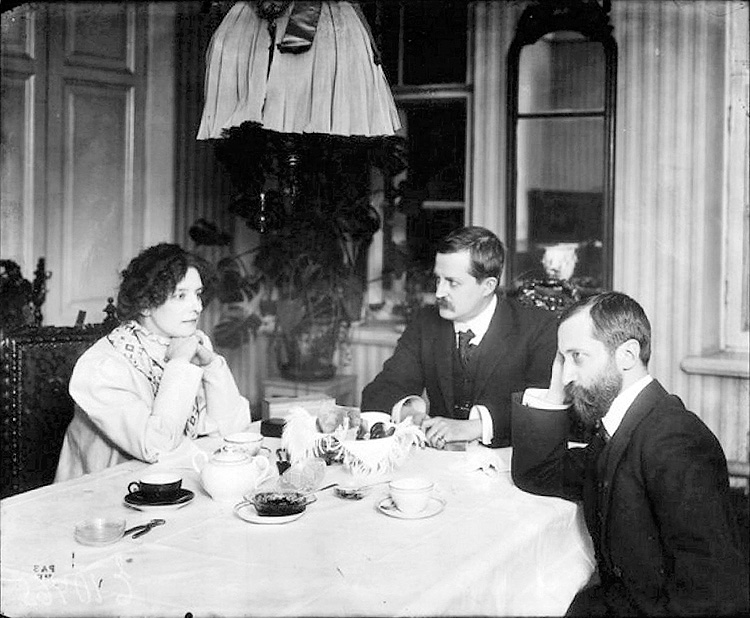
Зинаида Гиппиус, Дмитрий Философов и Дмитрий Мережковский, Варшава 1920 г.

РПК состоял из председателя, которым стал Б. В. Савинков, и назначенных им заместителя (Д. В. Философов) и членов комитета, которыми в разное время являлись А. А. Дикгоф-Деренталь, Н. Г. Буланов, Д. М. Одинец, В. В. Уляницкий, В. В. Португалов, Д. С. Мережковский, А. Г. Мягков, Ивановский, генерал П. Н. Симанский. Руководство РПК состояло из деятелей, приглашённых лично Савинковым, в основном членов партии народных социалистов и левых кадетов, и оказавшихся в 1920 г. в Польше эмигрантов. Помимо Савинкова, среди них не было ни одного политика первой величины. РПК издавал газету «Свобода» (с 1921 г. — «За свободу!»).

## Формирование войск
Наиболее важным аспектом работы РПК стало создание русских отрядов для совместных с поляками действий против Красной армии. Они были сведены в 3-ю русскую армию, состоявшую из двух пехотных и одной конной дивизий. Формально под контролем РПК находилась и Русская народная добровольческая армия С. Н. Булак-Балаховича. После заключения перемирия на советско-польском фронте эти формирования попытались самостоятельно продолжить борьбу с Красной армией, но потерпели поражение и в ноябре 1920 г. были интернированы.

## Прекращение деятельности
После интернирования русских отрядов на территории Польши РПК был 15 декабря 1920 г. вновь переименован в РЭК. Савинков видел его целью объединение «зеленых» партизан на основе программы, продиктованной «насущными требованиями крестьян». 21 января 1921 г. Савинков представил военному министру Польши меморандум, в котором он сформулировал две задачи дальнейшей деятельности РЭК. Первая из них заключалась в «удержании престижа» комитета «как единственной русской группы, союзной Польше». Вторая  сводилась к сохранению контроля над интернированными русскими вооружёнными силами в Польше, которые Савинков рассматривал как резервуар живой силы. В связи с прибытием в Польшу советской делегации и заключением Рижского мира (март 1921 г.) легальная деятельность РЭК стала невозможной, поэтому было принято решение переименовать комитет в благотворительное учреждение. С апреля 1921 г. он продолжал свою работу под вывеской ликвидационной комиссии по делам РЭК. Упразднение ликвидационной комиссии по делам РЭК в Польше произошло 13 сентября 1921 г. Вся политическая деятельность стала выполняться через НСЗРиСв, а благотворительные функции отошли к Русскому попечительному комитету над эмигрантами в Польше.